# Schillwitzried

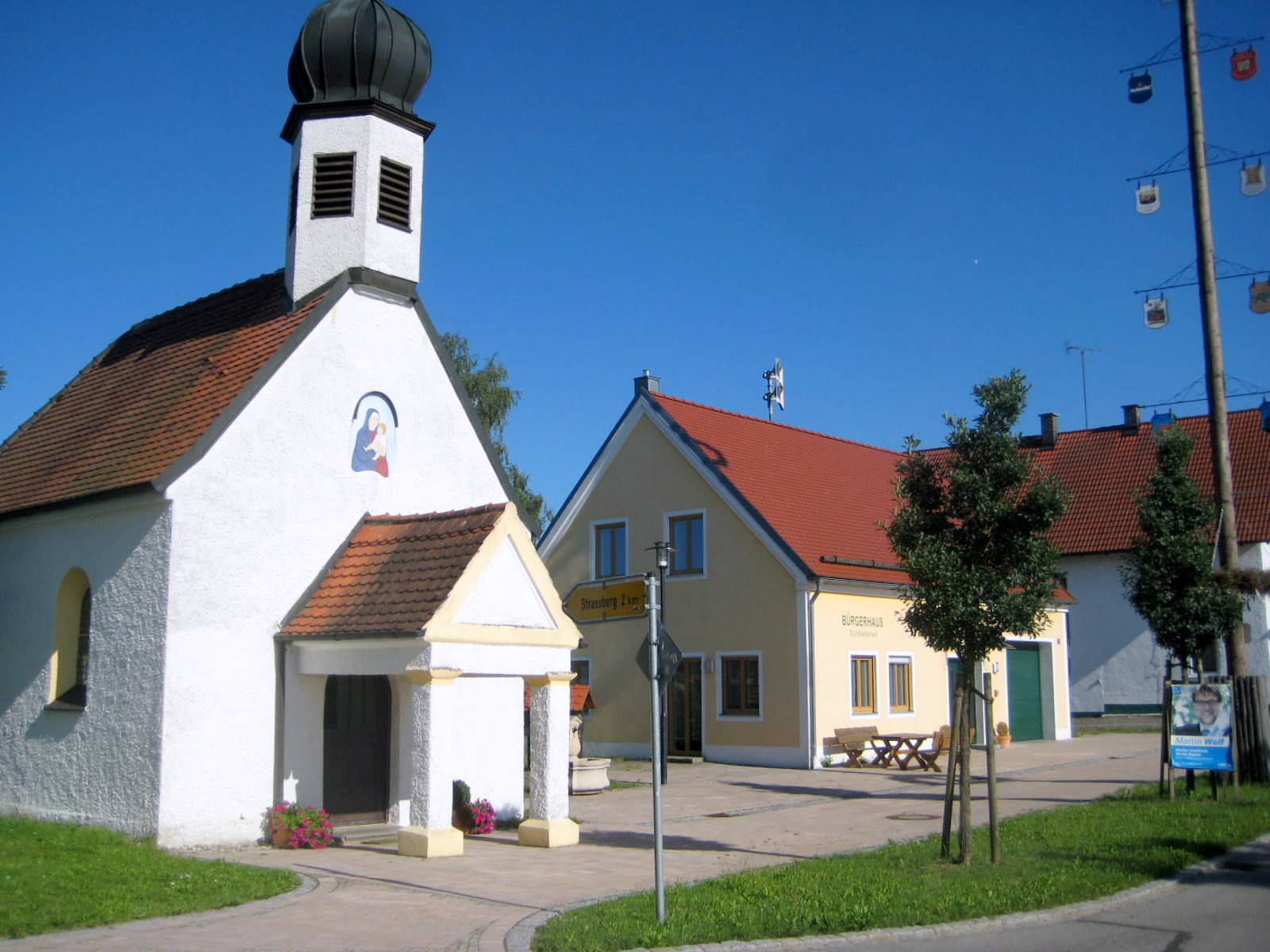
Kapelle und Bürgerhaus in Schillwitzried

Schillwitzried liegt in der Hallertau und ist seit 1971 ein Gemeindeteil der Stadt Geisenfeld im oberbayerischen Landkreis Pfaffenhofen an der Ilm.

## Geographie
Schillwitzried liegt etwa fünf Kilometer nördlich des Stadtkerns von Geisenfeld. Schillwitzried ist ein ländlich geprägtes Dorf mit überwiegend landwirtschaftlicher Struktur und zählte 2024 204 Einwohner.

## Geschichte
Im 12. Jahrhundert bekam das Geschlecht der Schillwatzen den Ort Hausen vom Markgraf von Vohburg. In Hausen, heute Schillwitzhausen, wurde eine Wasserburg errichtet. Der erste Einwohner Schillwitzhausens war Georg Schillwatz. In etwa einen Kilometer Entfernung entstand um 1223 für die Leibeigenen der Ort Riede, heute Schillwitzried. Im Jahr 1508 endet die Linie der Schillwatzen.
Die Eingemeindung in die Stadt Geisenfeld erfolgte am 1. April 1971. Zur ehemaligen Gemeinde Schillwitzried gehörten die Gemeindeteile Schillwitzhausen, Gießübel und Schafhof.

## Baudenkmäler
- Kapelle, erbaut 1911

## Vereine
- Freiwillige Feuerwehr Schillwitzried